# Pavel Budin
Pavel Budin, slovenski pravnik, sodnik, javni in kulturni delavec, * 19. julij 1952, Miren, † 4. marec 2000, Ljubljana.

## Življenje in delo
Rodil se je v družini Venčeslava Budina. Osnovno šolo je obiskoval v rojstnem kraju, gimnazijo v Novi Gorici in nadaljeval s študijem prava na ljubljanski Pravni fakulteti. Po končanem študiju se je zaposlil v pravosodju in bil leta 1990 izvoljen za sodnika Temeljnega sodišča v Novi Gorici. Podobno kot brata Andrej in Peter se je tudi Pavel že v mladosti zapisal petju in kulturnemu delu. Zanimanje za javne zadeve in delo za skupnost je tudi sicer uresničeval na prostovolnem, športnem ter sploh javnem življenju v rojstnem kraju in drugod. Zlasti se je trudil z organizacijo koncertnih prireditev. Že v gimnazijskih letih je pričel z objavljanjem športnih novic v Delu in drugih časopisih. Kasneje je dopisovanje razširil na kulturne in verske dogodke, krajevne novice, življenjepise, nekrologe in drugo. Publicistično je vrsto let spremljal svojega gimnazijskega profesorja in  orglavca H. Berganta. Leta 1989 je dal pobudo za izdajanje mirenskega župnijskega lista Dom in rod in v njem tudi objavljal članke. S prispevki sodeluje tudi pri Primorskem slovenskem biografskem leksikonu. 

## Izbrana bibliografija
- Orglarjeva razmišljanja (COBISS)
- Mirenski grad pri Gorici (COBISS)
- Hranilnica in posojilnica v Mirnu : pravna ureditev in poslovanje (COBISS)
- 60 let nogometa v Mirnu : 1922-1982 (COBISS)